# Caramelle da uno sconosciuto
Caramelle da uno sconosciuto è un film giallo del 1987, diretto dallo sceneggiatore Franco Ferrini, nella sua unica esperienza come regista.

## Trama
Roma, una notte un uomo adesca una prostituta. Dopo aver consumato un rapporto sessuale, lascia l'appartamento della donna, dimenticandosi il prezioso orologio sul comodino. Tornato sul posto, cerca di ritornare in possesso del prezioso oggetto ma la prostituta fugge nel buio parco adiacente al battuage. Mentre è nascosta dietro i folti alberi, scorge una sagoma vestita di nero che sta impugnando un rasoio. Spaventata, fugge all'interno del parco e si perde. Raggiunta dalla misteriosa figura viene uccisa barbaramente a colpi di rasoio. 
Qualche giorno dopo Marilena detta Lena, ragazza originaria del Ravennate, giunge nella Capitale allo scopo di prostituirsi. Finisce quindi nel racket della prostituzione locale, gestito dalle colleghe più anziane. Se vorrà continuare a lavorare dovrà elargire una serie di favori alle colleghe di vecchia data. Lena, dunque, accetta di eseguire delle commissioni per Bruna e di occuparsi, nel pomeriggio, della figlia di Isa, Valentina. Quest'ultima, adolescente complicata e schiva, ben presto stringe amicizia con Lena che finisce con l'affezionarsi alla ragazzina.
Una notte, durante il lavoro, Lena viene disturbata dalle doppie luci di una macchina in sosta: raggiunta la macchina in compagnia di un cliente occasionale, scorge nel sedile posteriore Bruna. La donna giace moribonda nella macchina, ferita da una serie imprecisata di colpi di rasoio. Lena si mette al volante della macchina, mentre il cliente si posiziona nei sedili posteriori cercando di dare conforto a Bruna, ormai agonizzante. Lena guida a tutta velocità verso il primo ospedale ma, giunti sul posto, Bruna è morta. Nonostante l'infermiere li inviti ad aspettare la polizia, sia Lena sia il cliente decidono di dileguarsi.
Stella, squillo di lusso, apprende della morte di Bruna (sua vecchia amica) dalla stampa. Il giorno del funerale sono presenti solo le colleghe: Lena, Stella, Nadine, Katia e Monica. Nadine, prostituta di vecchia esperienza, decide di organizzarsi con le colleghe per scoprire l'identità dell'assassino. Anche Katia e Monica decidono di collaborare. Anche Lena offre il suo aiuto, mentre Stella inizialmente decide di non unirsi alle sue colleghe nella ricerca. In breve tempo molte prostitute finiscono col riunirsi a casa di Katia e Monica per organizzarsi e scoprire l'identità del killer. Nel frattempo Angela, parrucchiera del salone di bellezza di cui Stella è cliente abituale, chiede a quest'ultima d'introdurla nel mondo della prostituzione. La precarietà del suo lavoro, infatti, le rende impossibile far quadrare i conti. Stella le presenta dunque un suo cliente fisso ma, in cambio, tratterrà parte del guadagno.
Nel frattempo l'assassino torna a colpire: a cadere sotto i colpi inferti dall'omicida è Jolanda, anziana prostituta del litorale romano. A questo punto le prostitute decidono di allearsi con la polizia, al fine di far terminare la strage. Ben presto vengono informate che l'assassino uccide le vittime a colpi di rasoio, dopodiché infierisce macabramente sui cadaveri con una pistola da macellazione. Nel frattempo Monica cerca di redigere un identikit del cliente di Lena che, la notte dell'omicidio di Bruna, accompagnò la donna con lei in ospedale.
Lena riceve intanto una telefonata da una sua sedicente collega, Silvia, che le chiede di partecipare assieme a lei a un incontro con due clienti molto facoltosi che le hanno promesso parecchio denaro, non volendo andare da sola, temendo che possa trattarsi di una trappola del serial killer.
Nadine, durante una cena in un ristorante, crede di riconoscere il cliente di Lena che, la sera dell'omicidio di Bruna, accompagnò la donna in ospedale assieme a lei. Messo alle strette, il cliente rivela le parole di Bruna a Nadine che, sconvolta, telefona a Katia e Monica. Il cliente riferisce a Nadine che le ultime parole di Bruna furono: È stata Stella.
Lena, scortata dalla polizia, si reca all'appuntamento con Silvia, fissato in un bar di Ostia. All'appuntamento, però, non si presentano né gli abbienti clienti e tantomeno la fantomatica Silvia. Nel mentre sopraggiunge invece Valentina, che, riconoscendola, intende passare con lei il pomeriggio all'insegna dei vecchi tempi. Lena è però costretta a liquidarla, causando una reazione di pianto alla ragazzina che si rifugia nel bagno del locale al piano seminterrato. La polizia si allontana e Lena scende a sua volta in bagno a risistemarsi il trucco e per far pace con Valentina. Mentre si sta truccando, però, Lena viene aggredita dall'assassino. L'ispettore torna indietro e riesce a salvarla appena in tempo. L'assassino viene catturato: si tratta proprio di Valentina che, costretta dalla madre a prostituirsi, uccideva le prostitute per vendetta. Le ultime confuse parole di Bruna, colte da una persona che ignorava il particolare gergo del meretricio, erano in realtà il termine per indicare una prostituta giovanissima, ovvero Stella filante.

## Produzione
La pellicola fu realizzata con un budget notevole (2 miliardi di lire).

## Distribuzione
Il film è stato distribuito nel circuito cinematografico italiano il 30 aprile del 1987, ma non ebbe molto successo, né di critica né di pubblico, non riuscendo dunque a recuperare i cospicui costi di produzione.

## Colonna sonora
Nel film Athina Cenci interpreta la canzone Donne così (testo di Cristiano Minellono e musica di Umberto Smaila), che è stata poi incisa nel disco contenente la colonna sonora del film. Il disco Caramelle da uno sconosciuto è stato distribuito nel 1987 dalla Cinevox Record in contemporanea con il film.

## Distribuzione estera
Nonostante l'insuccesso riscontrato in Italia, il film è stato distribuito anche all'estero: nel mercato anglofono col titolo Sweets from a stranger, ed in quello ispanico col titolo Dulce asesino. Anche in ambito internazionale non ebbe comunque un grande successo.

## Riconoscimenti
Ciak d'oro
- 1987 – Migliore canzone originale a Umberto Smaila[1]